# Breitenbach-Haut-Rhin
Breitenbach-Haut-Rhin (Duits: Breitenbach im Elsass) is een gemeente in de Elzas in de Franse regio Grand Est. De gemeente telde 811 inwoners op 1 januari 2022.

## Geschiedenis
De gemeente maakte tot 2015 deel uit van het arrondissement Colmar en kanton Munster. Op 1 januari van dat jaar fuseerde het arrondissement met het arrondissement Ribeauvillé tot het arrondissement Colmar-Ribeauvillé. Toen het kanton op 22 maart 2015 werd opgeheven werd Breitenbach-Haut-Rhin opgenomen in het kanton Wintzenheim.
Op 1 januari 2021 werden de departmenten Bas-Rhin en Haut-Rhin bestuurlijk samengevoegd tot de Collectivité européenne d'Alsace. Het departement Haut-Rhin, waartoe Breitenbach-Haut-Rhin behoort, behield alleen de electorale functie.

## Geografie
De oppervlakte van Breitenbach-Haut-Rhin bedraagt 9,27 vierkante kilometer; Op 1 januari 2022 was de bevolkingsdichtheid 87,5 inwoners per km².
Het is een dorp in de Vogezen. De Vogezen vormen een middelhoge bergketen in het oosten van Frankrijk. Breitenbach-Haut-Rhin ligt iets verder de Vogezen in dan Munster. 
De onderstaande kaart toont de ligging van Breitenbach-Haut-Rhin met de belangrijkste infrastructuur en aangrenzende gemeenten.

## Demografie
Onderstaande figuur toont het verloop van het inwonertal.
Breitenbach-Haut-Rhin · Eguisheim · Eschbach-au-Val · Griesbach-au-Val · Gueberschwihr · Gundolsheim · Gunsbach · Hattstatt · Herrlisheim-près-Colmar · Hohrod · Husseren-les-Châteaux · Luttenbach-près-Munster · Metzeral · Mittlach · Muhlbach-sur-Munster · Munster · Niedermorschwihr · Obermorschwihr · Osenbach · Pfaffenheim · Rouffach · Sondernach · Soultzbach-les-Bains · Soultzeren · Soultzmatt · Stosswihr · Turckheim · Vœgtlinshoffen · Walbach · Wasserbourg · Westhalten · Wettolsheim · Wintzenheim · Wihr-au-Val · Zimmerbach